# Celler Mas Doix
Celler Mas Doix és un celler fundat l'any 1998 per les famílies Doix i Llagostera, situat a Poboleda dins la Denominació d'Origen Qualificada Priorat.
Té una producció anual de 10.000 litres que s'elaboren en 10 hectàrees. L'any 2009 exportava el 75% de la producció. Les seves marques són Doix costers de vinyes velles, al qual Robert Parker va atorgar 98 punts i Salanques.
La tradició remunta fins a l'any 1850. L'any 1878, amb una medalla d'argent a l'Exposició Universal de París, i l'any 1888, amb una medalla d'or a l'Exposició Universal de Barcelona, mostren la passió amb què Joan Extrems Doix, avi de Joan Doix, cuidava les vinyes i elaborava els vins.